# Chen Longcan
Chen Longcan (chiń. 陈龙灿; pinyin Chén Lóngcàn; ur. 21 marca 1965) – chiński tenisista stołowy, mistrz olimpijski z Seulu w grze podwójnej, dwukrotny drużynowy mistrz świata, zwycięzca gry podwójnej podczas mistrzostw świata w 1987 roku.
Startował w igrzyskach olimpijskich w Seulu w 1988 roku, gdzie był 6. w turnieju indywidualnym i zdobył złoty medal (w parze z Wei Qingguang) w grze podwójnej.
Siedmiokrotnie zdobywał medale mistrzostw świata. Był dwukrotnie drużynowym mistrzem (1985, 1987) oraz mistrzem świata w deblu (w parze z Wei Qingguang w Nowym Delhi w 1987).
Trzykrotny medalista igrzysk azjatyckich (1986, 1990). Zdobywca Pucharu Świata (1986) i Pucharu Azji 1985 w grze pojedynczej. Czterokrotny mistrz Azji.